# Guézon-Duékoué
Guézon est une localité de l'ouest de la Côte d'Ivoire, et appartenant au département de Duékoué, région du Moyen Cavally. La localité de Guézon est un chef-lieu de commune.

## Sports
La localité dispose d'un club de football, l'Espoir de Guézon, qui évolue en Championnat de division régionale, équivalent d'une « 4e division ».

## Villages
Les onze villages de Guézon et leurs populations en 2014 sont :
- Dibobli (7 926) ;
- Gahably (863) ;
- Gréikro (3 863) ;
- Guessabo-Guéré (2 087) ;
- Guézon (15 473) ;
- Konédougou (652) ;
- Nanady (7 331) ;
- Pona-Ouinlo (2 171) ;
- Tahably-Glodéhé (4 430) ;
- Tien-Oula (2 845) ;
- Tobly-Bangolo (10 552).